# Train des trois pays

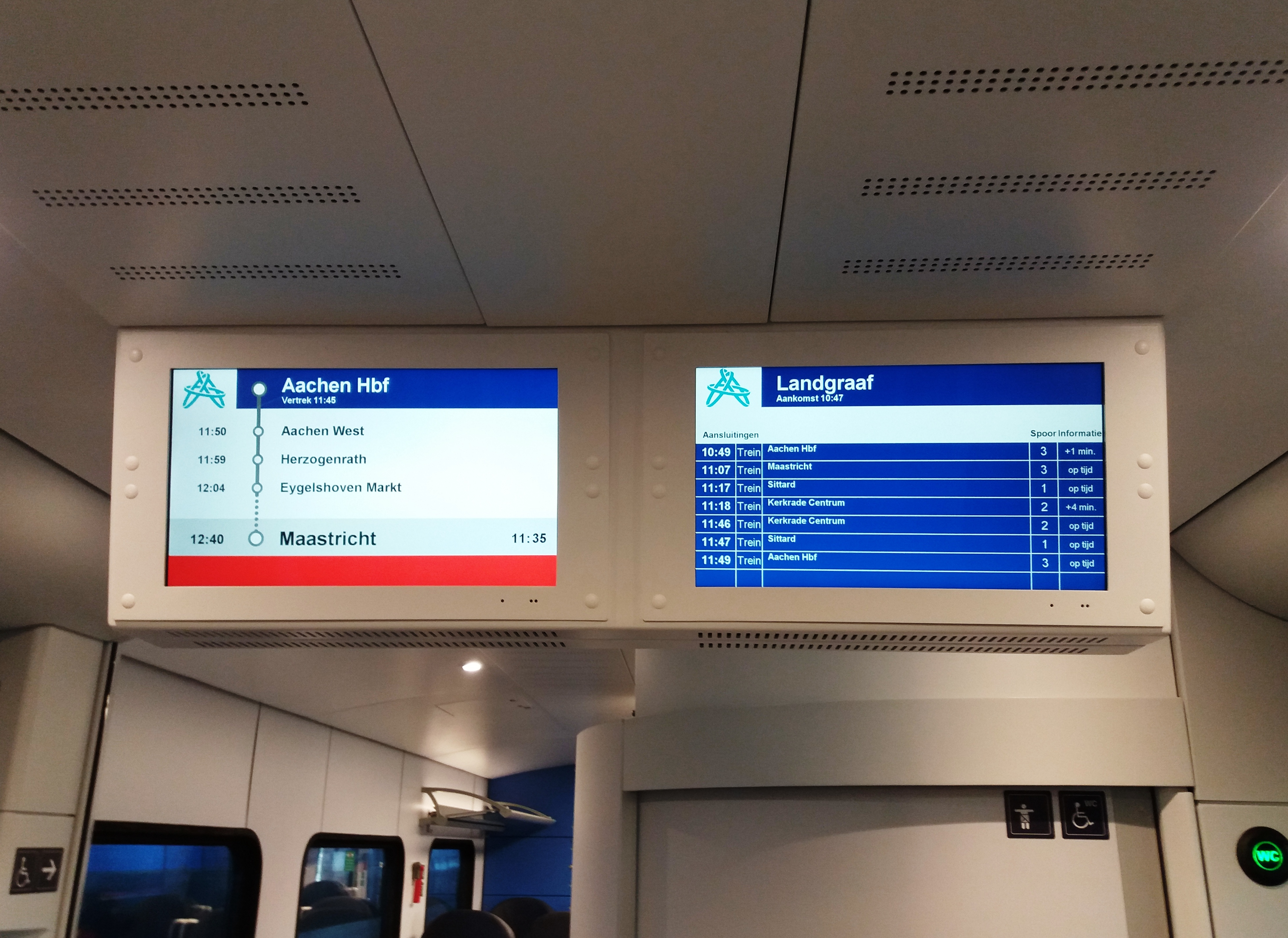
Système d'information aux voyageurs dans le Train des Trois Pays

Le train des trois pays (en néerlandais : Drielandentrein, en allemand : Dreiländerzug) ou LIMAX est le surnom de l'Arriva RE 18 qui circule entre Aix-la-Chapelle et Maastricht. Une fois par heure il est prolongé de Maastricht à Liège par la SNCB sous le nom S43.

## Regional-Express 18 entre Aix-la-Chapelle et Maastricht
Le Regional-Express 18 (RE18) entre Aix-la-Chapelle et Maastricht existe depuis le 27 janvier 2019, date à laquelle un train express de la liaison Maastricht – Heerlen (nl) a été prolongé jusqu'à Aix-la-Chapelle en Allemagne. Ce service remplace l'Euregiobahn entre Heerlen et Aix-la-Chapelle exploitée par des célèbres rames jaunes "canari" de la NS. Il est exploité par Arriva, dans le cadre de la concession du Limbourg, et est exploité avec des rames tricourant FLIRT pouvant circuler sous la tension des lignes aériennes allemandes, néerlandaises et belges.

## Service ferroviaire
Le train des trois pays circule deux fois par heure entre Maastricht, Heerlen et Aachen Hbf. La moitié d'entre eux, cependant, étaient limités jusqu'à 2023 à Rolduc, ces trains ne s'arrêtaient également pas à Landgraaf (nl) et Eygelshoven Markt (nl). Pour l'exploitation de la ligne, Arriva a acheté huit rames FLIRT adaptées au réseau néerlandais, belge et allemand.

## Belgique
Dès juin 2024, la liaison est prolongée depuis Maastricht jusque Liège, en Belgique (gare de Liège-Guillemins), d'où le nom « Train des Trois Pays ». Le surnom LIMAX fait référence aux trois plus grandes villes reliées par l'itinéraire; Liège, Maastricht et Aachen (en français : Aix-la-Chapelle) eXPress,. Arriva voulait faire circuler son service de train depuis Aix-la-Chapelle jusque Liège via Maastricht dès le début de la nouvelle concession en 2018. Cependant, les rames FLIRT n'étaient pas autorisées en Belgique, ne disposant pas du système de sécurité ETCS. C'est pourquoi le train circulait jusqu'alors uniquement entre Aix-la-Chapelle et Maastricht. En 2022, les trains sont équipés petit à petit du système ETCS, après quoi des tests d'admission en Belgique ont été effectués. En juin  2024, le service de train put alors être prolongé jusqu'à Liège-Guillemins,.

## Histoire
Jusqu'en 1992, des trains directs circulaient entre Maastricht et Aix-la-Chapelle, alors exploités par NS, et cela en 40 minutes, l'itinéraire passant par Simpelveld (nl).
Avec le renouvellement de l'appel d'offres pour la concession des transports publics du Limbourg, le souhait est né de prolonger le train existant Heerlen - Aix-la-Chapelle jusqu'à Maastricht, et ainsi de mieux l'intégrer au trafic intérieur aux Pays-Bas. De ce projet est née l'idée du Train des Trois Pays, une liaison directe entre Aix-la-Chapelle et Liège via Heerlen et Maastricht. Cette liaison n'est pas destinée à être une liaison rapide entre Aix-la-Chapelle et Liège, parcours déjà effectué par des trains à grande vitesse qui circulent via la LGV 3 et couvrant la distance entre les deux villes en 22 minutes, mais à offrir des liaisons directes entre les zones densément peuplées du sud du Limbourg néerlandais vers Liège et Aix-la-Chapelle. Cette liaison remplace les trains existants entre Heerlen et Aix-la-Chapelle et entre Maastricht et Liège.
Le 2 juin 2015, Arriva remporte le marché pour l'exploitation de cette nouvelle liaison.
Au printemps 2018, les travaux d'électrification des 6,5 kilomètres de voie entre Landgraaf et Rolduc ont été lancés en préparation du train des trois pays,. Cette électrification a été achevée en décembre 2018.
L'intention était de démarrer le service de train en décembre 2018. Or, Arriva n'avait pas encore reçu l'approbation pour la partie allemande de l'itinéraire car la procédure d'admission pour être autorisé à circuler sur le réseau allemand n'avait pas été achevée. Des bus ont alors été utilisés sur cet itinéraire temporairement,. À partir du dimanche 27 janvier 2019, le train des trois pays a également commencé à circuler sur la partie allemande de l'itinéraire car la procédure d'admission pour le chemin de fer allemand a été achevée,,. Le 16 février 2019, les passagers ont pu tester gratuitement le nouveau train entre Aix-la-Chapelle et Maastricht.
Arriva a dû suspendre (temporairement) l'exploitation du train des trois pays à compter du 1er juin 2019, le train circulant avec un permis temporaire qui a expiré le 1er juin 2019. Le constructeur Stadler Rail a demandé à l'ILT un nouveau permis, qui a été accordé le 31 mai 2019, afin que le train puisse continuer à circuler.

### Extension jusque Liège
La desserte de Liège devait être effective à partir du 9 décembre 2018. Cette date de début n'a pas été respectée, Arriva n'ayant pas reçu l'approbation du matériel roulant pour la partie belge de l'itinéraire. Les rames Flirt utilisées par Arriva n'étaient pas équipées du système européen de gestion du trafic ferroviaire (ETCS), raison pour laquelle le Service de Sécurité et d'Interopérabilité des Chemins de Fer (NSA Rail Belgium) n'a pas autorisé les trains pour le service voyageurs, de façon analogue à une interdiction préalable en Allemagne. Tant que le Train des Trois Pays ne peut pas circuler jusqu'à Liège, la SNCB a mis un train suburbain en service (S-train Liège) entre Maastricht et Liège avec son propre matériel et personnel, prolongé jusqu'à Hasselt en semaine.
À partir de juin 2024, la liaison des trois-pays voit son nom enfin justifié par la mise en service de ce dernier tronçon jusque Liège.

## Points d'arrêt

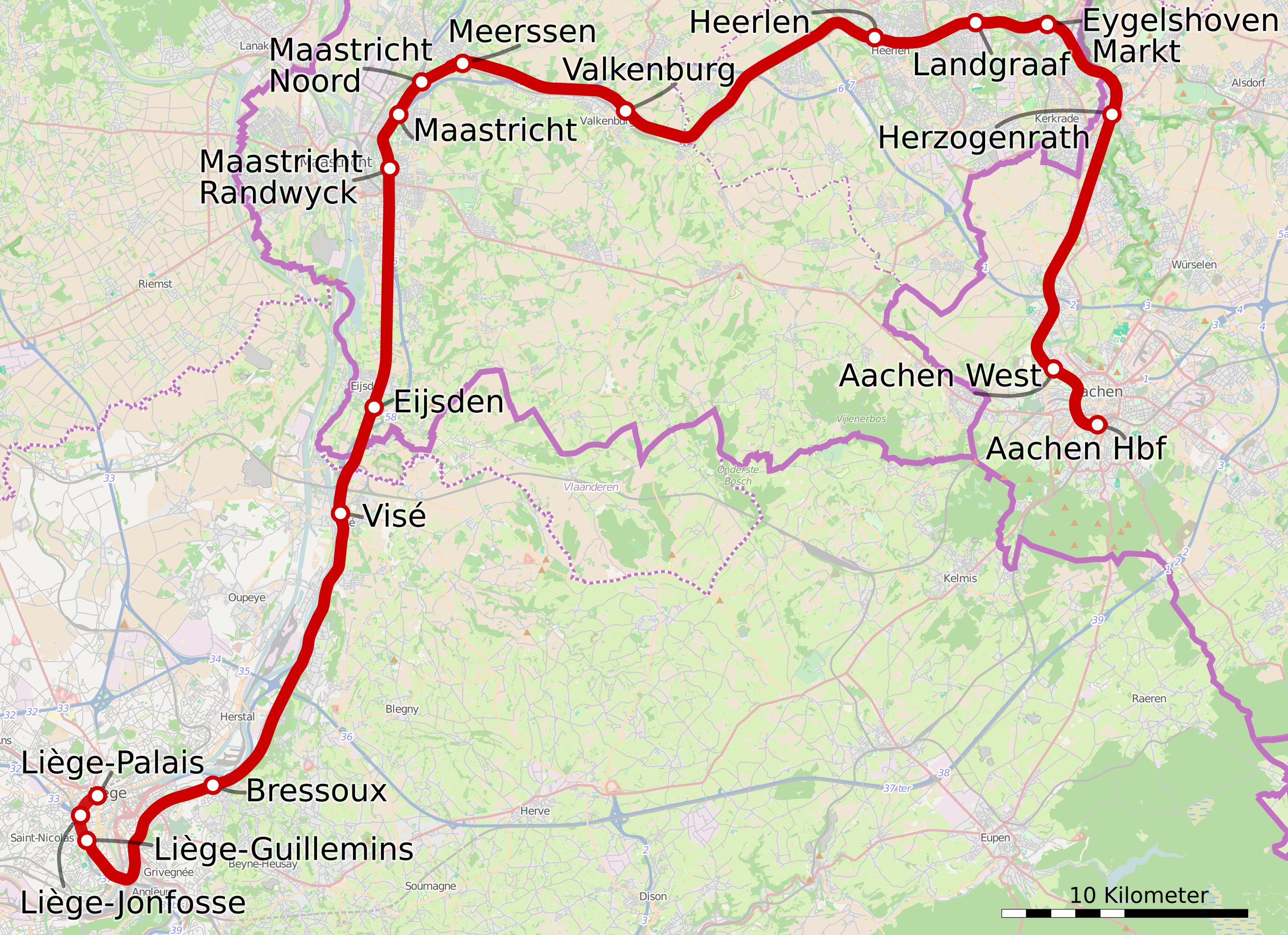
Contrairement à ce que montre la carte ci-dessus, le terminus belge de ce train est Liège-Guillemins. Il ne dessert donc ni Liège-Jonfosse (aujourd'hui Liège-Carré), ni Liège-Palais (aujourd'hui Liège-Saint-Lambert). Par ailleurs il ne s'arrête pas non plus à Maastricht-Nord.

Le train des trois pays s'arrête aux gares suivantes (toutes les demi-heures d'Aix-la-Chapelle Central à Maastricht-Randwyck, prolongé une fois par heure jusqu'à Liège-Guillemins) :
- Aix-la-Chapelle Central (de:Aachen Hbf)
- Aix-la-Chapelle-Ouest (de:Aachen West)
- Rolduc (de:Herzogenrath)
- Eygelshoven Markt (nl)
- Landgraaf (nl)
- Heerlen (nl)
- Fauquemont (nl:Valkenburg)
- Meerssen (nl)
- Maastricht
- Maastricht-Randwyck
- Eijsden (nl)
- Visé
- Bressoux
- Liège-Guillemins

Comme on le voit, il s'agit d'un train principalement néerlandais, desservant trois gares allemandes à une extrémité de son trajet et trois gares belges à l'autre extrémité.

## Les lignes ferroviaires
De la gare centrale d'Aix-la-Chapelle à la gare de Rolduc, le train utilise une partie de la ligne ferroviaire Aix-la-Chapelle - Cassel, entre Rolduc et Heerlen la ligne ferroviaire Sittard - Rolduc, entre Heerlen et Schin op Geul la ligne ferroviaire Heerlen - Schin op Geul, et entre Schin op Geul et Maastricht la ligne Aix-la-Chapelle - Maastricht.
Le train emprunte la ligne ferroviaire 40 Liège - Maastricht entre Maastricht et Y Val Benoît près de Liège. Entre le Y Val Benoît et Liège-Guillemins, c'est la ligne ferroviaire 37 qui est empruntée.